# The 3 Sounds
The 3 Sounds aussi connu sous The Three Sounds, est un trio avec piano de jazz américain. 
Fondé en 1956, le groupe se sépare en 1973. 

## Histoire
Le groupe s'est formé à Benton Harbor au Michigan sous le nom de Four Sounds. Le line-up original se composait de Gene Harris au piano, Andrew Simpkins à la contrebasse et Bill Dowdy à la batterie, ainsi que du saxophoniste Lonnie The Sound Walker, qui l'abandonne l'année suivante. 
Devenu ainsi The 3 Sounds, le groupe s'installe à Washington D.C. puis à New York où ils enregistrent un disque pour Riverside Records avant de signer un contrat d'exclusivité chez Blue Note.
Entre 1958 et 1962, le groupe sort neuf albums pour Blue Note. Ils ont tourné à l'échelle nationale au cours de cette période dans les clubs de jazz. Le trio a joué et enregistré avec les saxophonistes Lester Young, Lou Donaldson, Stanley Turrentine, Sonny Stitt, Nat Adderley, Anita O'Day ou encore, entre autres, Bucky Pizzarelli.

## Discographie
- 1958 : Introducing the 3 Sounds (Blue Note)
- 1958 : Branching Out (Riverside) avec Nat Adderley
- 1959 : Bottoms Up! (Blue Note)
- 1959 : LD + 3 (Blue Note) avec Lou Donaldson
- 1959 : Good Deal (Blue Note)
- 1960 : Moods (Blue Note)
- 1960 : Feelin' Good (Blue Note)
- 1960 : It Just Got to Be (Blue Note)
- 1960 : Blue Hour (Blue Note) avec Stanley Turrentine
- 1961 : Here We Come (Blue Note)
- 1961 : Hey There (Blue Note)
- 1961 : Babe's Blues (Blue Note)
- 1962 : Out of This World (Blue Note)
- 1962 : Black Orchid (Blue Note)
- 1959-1962 : Standards (Blue Note) (réalisé en 1998)
- 1962 : Blue Genes (Verve)
- 1963 : Anita O'Day & the Three Sounds (Verve) avec Anita O'Day
- 1963 : The Three Sounds Play Jazz on Broadway (Mercury)
- 1963 : Some Like It Modern (Mercury)
- 1964 : Live at the Living Room (Mercury)
- 1964 : Three Moods (Limelight)
- 1965 : Beautiful Friendship (Limelight)
- 1966 : Today's Sounds (Limelight)
- 1966 : Vibrations (Blue Note)
- 1967 : Live at the Lighthouse (Blue Note)
- 1968 : Coldwater Flat (Blue Note)
- 1968 : Elegant Soul (Blue Note)
- 1969 : Soul Symphony (Blue Note)
- 1970 : Live at the 'It Club' (Blue Note) (réalisé en 1996)
- 1970 : Live at the 'It Club'  (vol. 2)  (Blue Note) (réalisé en 2000)

(Source: )